# Séris
Séris település Franciaországban, Loir-et-Cher megyében. Lakosainak száma 396 fő (2022. január 1.). Séris Avaray, Concriers, Josnes, Lestiou, Mer, Talcy és Villexanton községekkel határos.

## Népesség
A település népessége az elmúlt években az alábbi módon változott:
| Lakosok száma | 366  | 255  | 265  | 363  | 378  | 375  | 376  | 382  | 381  | 396  |
|               | 1968 | 1982 | 1990 | 2006 | 2013 | 2015 | 2017 | 2019 | 2020 | 2022 |